# ロータス・エリート
エリート（Elite）は、イギリスの自動車メーカー、ロータス・カーズが製造・販売していたスポーツカーである。
初代が1957年から1963年まで、2代目が1974年から1982年まで製造されたが、両車に直接的なつながりはない。

## 歴史

### 初代（1957年-1963年）
初代の開発コードネームはロータス14、オールFRP製のモノコックボディを持つロータス初のGTカーとして1957年のロンドンショーにデビューした。
創業者コーリン・チャップマンの友人で会計士を本業とするピーター・カーワン・テイラー（Peter Kirwan-Taylor）の原案をデ・ハビランド・エアクラフトに勤務するフランク・コスティン（Frank Costin）が仕上げたcd値0.29の空力的で美しいスタイリング、軽量なボディと高出力のコヴェントリー・クライマックスFWEエンジンによる高い動力性能、ロータスならではの卓越した操縦性で、セブンとともに、ロータスのスポーツカーメーカーとしての地位を不動のものにした。レースにおいてもル・マン24時間レースで6回のクラス優勝を遂げるなど大活躍した。
このクルマの優れた操縦性の一端は、当時のこのクラスでは珍しい4輪独立サスペンションを備えていた点にあるが、リヤはコーリン･チャップマン考案のチャップマン・ストラットが採用されていた。これは、機構学上のロワ･アームの働きを駆動シャフトが兼用しているサスペンションであり、ジャガーEタイプやロータス･ヨーロッパ等駆動シャフトをアッパ･リンクとして兼用しているサスペンションとは一線を画する。チャップマン・ストラットではロールセンタ高さの決定に駆動シャフトの位置が支配的であり、ロールセンタは、当時流行の後輪独立サスペンションスイングアクスルよりも低く、一方当時最先端のサスペンション、マクファーソン･ストラットよりは高い位置に発現する。適正な高さのロールセンタは、ばねやスタビライザに頼らず適正なロール剛性を発生し、その為リヤのスタビライザの省略やソフトなばねの採用が可能となり、結果、スイングアクスルで見られるジャッキングアップ現象による操縦性の急変なしに高いロードホールディングとトラクションを実現した。またチャップマン・ストラットでは、ストラット部の曲げ剛性で駆動･制動反力とキャンバ角のロケーションを受け持っており、実際のリンクは前方からハブをつかんでタイヤの前後方向と操舵方向を同時に拘束しているA型リンク1本だけで成立している。ダブル･ウィッシュボーンに匹敵する独立サスペンションとしては部品点数が極端に少なく非常に軽量な点も、このサスペンションのメリットである。斯様に優れた機能を持つチャップマン・ストラットであるが、タイヤがハイグリップ化、エンジンが高トルク化されていくと、ロールセンタの設計自由度の低さや十分な剛性が確保し難い点などが明確化し、次世代のエランではマクファーソン･ストラットに取って代わられた。ロードカーでのチャップマン・ストラットの採用はこのエリートのみである。また機構学的特徴とは関係ないが、ハブベアリングのグリスがアップライト内部に流出して失われる、頻繁なメンテナンスを怠るとA型リンクが脱落するなどの稚拙で乱暴な機械設計も、チャップマン・ストラットの評判を落とした遠因となった。設計･製造上の問題は、サスペンションに限らずこのクルマの生涯について回った。初期の生産上の問題からブリストル飛行機に外注されたFRPモノコックボディの生産性の低さ、構造上不可避であったこもり音、FWEエンジンの過大なオイル消費、「常にガムテープと針金を積んで置くべきだ」と評された低い工作水準などから生産台数は伸び悩み、初代ロータス・エランに道を譲り、累計生産台数998台をもって1963年に短い生涯を終えた。現存車は今でも理想のスポーツカーの一台として高値で売買されている。
日本には当時の代理店、芙蓉貿易の手で数台輸入された。当時のオーナーの中には本田宗一郎・博俊父子も含まれていた。この車はホンダの実験車としても用いられ、ホンダ・S600のダッシュボードデザインにはエリートの影響が窺われる。
1980年代以降は中古並行輸入でも相当数が上陸している。

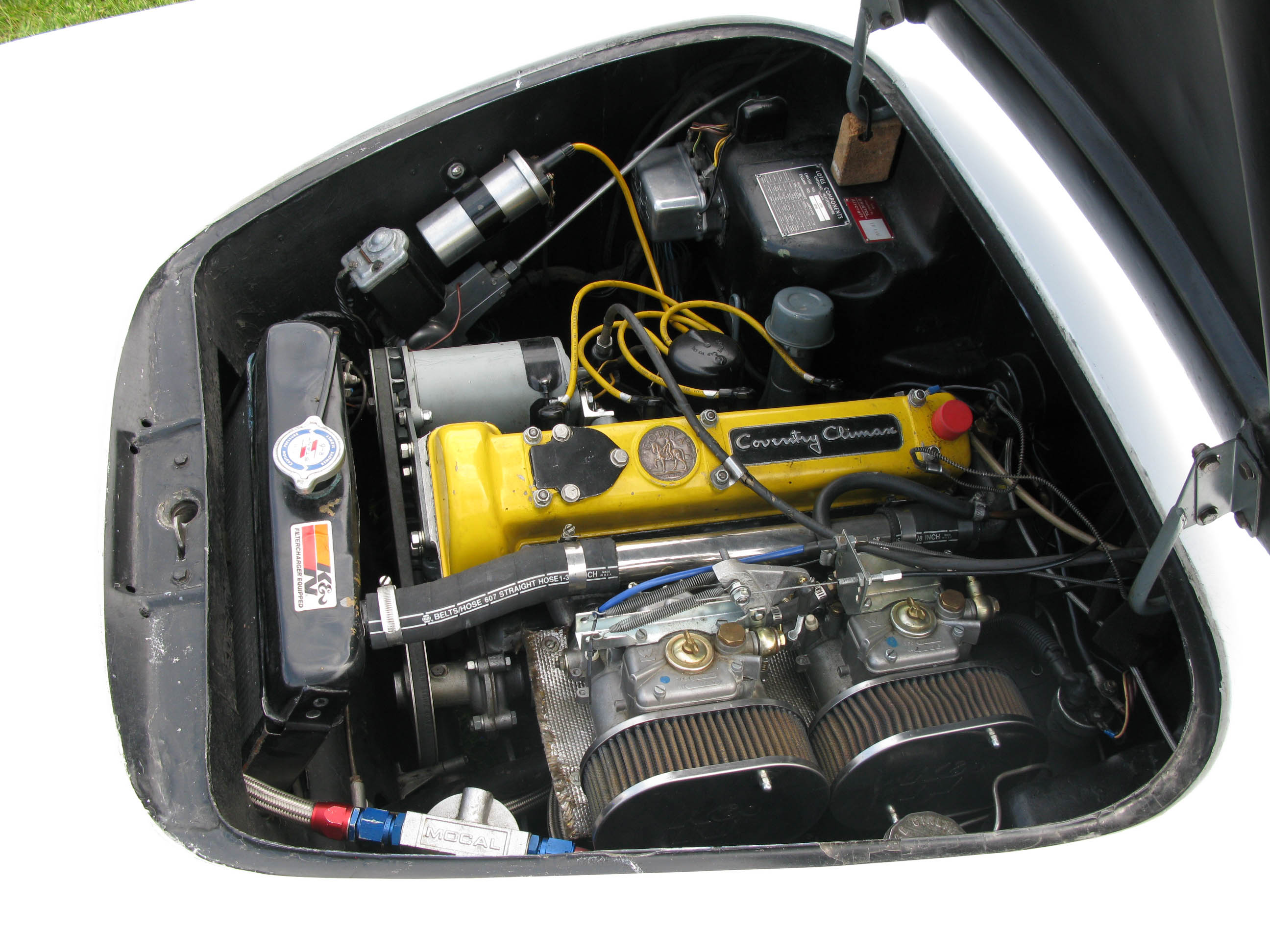
コヴェントリー・クライマックス FWEエンジン

### 2代目（1974年-1982年）
1974年にデビューしたエラン+2・130Sに代わるロータス初のフル4シーターモデル（コードネーム・ロータス75及び82）に、11年ぶりにエリートの名が復活した。 二代目エリートはジェンセン・ヒーレーや1975年デビューのエスプリと共通のボクスホール製エンジンをベースとするタイプ907エンジン（1973ccDOHC直列4気筒）をフロントに積み、エランやヨーロッパ同様、鋼板バックボーンフレームにFRP製のボディを架装したものであった。ロータスとしては初めてパワーステアリング、エアコンがオプションで選択でき、1976年にはオートマチック車も追加されるなど、従来のピュアなスポーツカーとはまったく異なる、高級サルーン志向のモデルであった。直線を基調としたスタイリングは社内デザイナー（オリバー・ウィンターボトム）によるものである。リヤシートはエラン+2同様巨大なセンターバックボーンが邪魔だが、意外にも大人が着座出来る実用性があった。外観は英国独特の高級スポーツカーの一車型であるシューティングブレイク風だが、リヤシートバック直後にリヤウインドウがあり、荷室は車室内と完全に分離されている。つまり構造上はガラスハッチを持つ2ドアセダンとなる。FRPボディは部分的に2重にされ、間に発泡材が充填され高い衝突安全性を有した。この件で、先進的安全性を持つクルマに与えられる、英国のドン･セーフティ･トロフィー（DON Safety Trophy）が授与された。1975年には、ボディ後部をファストバックにしたロータス・エクラが発売される。1980年にはシリーズ2.2となり、エンジン排気量は2,174ccにアップされ、エクステリアも変更が加えられた。1982年に生産を終了した。
ロータスのスーパーカー、高級サルーンへの転進の動きは余りにも強過ぎる軽量小型スポーツカーとしてのブランドイメージによって多くのロータスファンに戸惑いとともに迎えられることとなったが、緊急用ながらリヤシートを有し、ビジネスにも十分使える高級スポーツカー、ポルシェ911の商業的成功に対し、ロータスを含む他のスポーツカー/スーパーカーメーカーが追従しないわけには行かなかったという当時の事情もあった（70年代初期、フェラーリやランボルギーニ、マセラティさえ2+2のスーパーカーを開発した）。これらの車種が大成功を収めることはなかったが、特にエリートの場合は英国自動車業界の大規模ストライキに端を発した製造品質の極端な低下が起こっていた時代の製品でもあり、何もせずとも内装が勝手に脱落していくという状態では、実用に使えるフル4シーターのスポーツカーという商品の魅力以前に会社全体の評判を落とす結果となった。日本にも当時のディーラーであったアトランテック商事によって輸入されたが、売れ行きは芳しくなかった模様である。